# Cap Horn
Vous lisez un « article de qualité » labellisé en 2006.
Pour les articles homonymes, voir Horn et Cabo de Hornos.

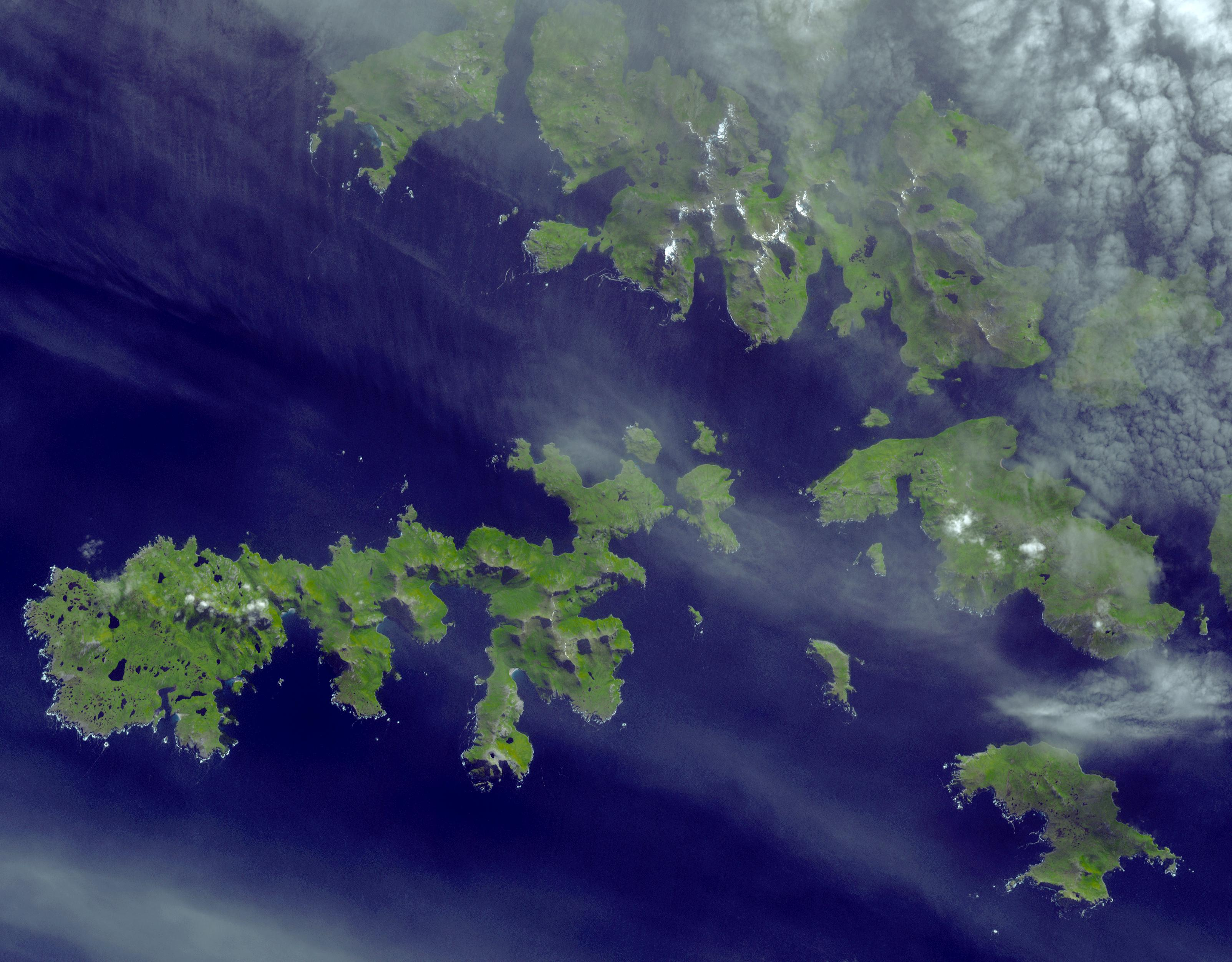
Image satellite des îles Hermite (au centre) et du cap Horn (en bas à droite).

Le cap Horn (en espagnol : cabo de Hornos) est un cap situé à l’extrémité sud de l'île Horn, dans la partie chilienne de l’archipel de la Terre de Feu. Ce point est généralement considéré comme étant le plus austral de l’Amérique du Sud.
Le cap Horn est également le plus au sud des grands caps et marque la limite nord du passage de Drake. Pendant de nombreuses années, il a été un point de passage crucial des routes commerciales entre l’Europe, l'Amérique et l’Asie. Elles étaient empruntées par les voiliers pour transporter les marchandises tout autour du globe, et ce bien que les eaux océaniques autour du cap présentent de nombreux dangers : tempêtes fortes et fréquentes avec une mer très grosse, courant circumpolaire antarctique et présence possible d’icebergs voire de vagues scélérates.
Ces dangers et l’extrême difficulté de son franchissement ont donné au cap Horn son caractère légendaire, mais aussi la réputation d’être un cimetière marin. Il est parfois surnommé le « cap dur », le « cap redouté » ou le « cap des tempêtes ».
Depuis l'ouverture du canal de Panama en 1914, les cargos sont moins nombreux à devoir emprunter la route du Horn. Le cap continue cependant à voir passer des navires marchands ainsi que des bateaux de pêche locaux, des paquebots de croisière et des navires de plaisance qui veulent relever le défi que représente son franchissement, parfois au cours d’une circumnavigation. Plusieurs courses à la voile parmi les plus importantes, comme le Vendée Globe, passent par le cap Horn, de même que les grands navigateurs qui cherchent à battre le record de vitesse du tour du monde à la voile.

## Géographie

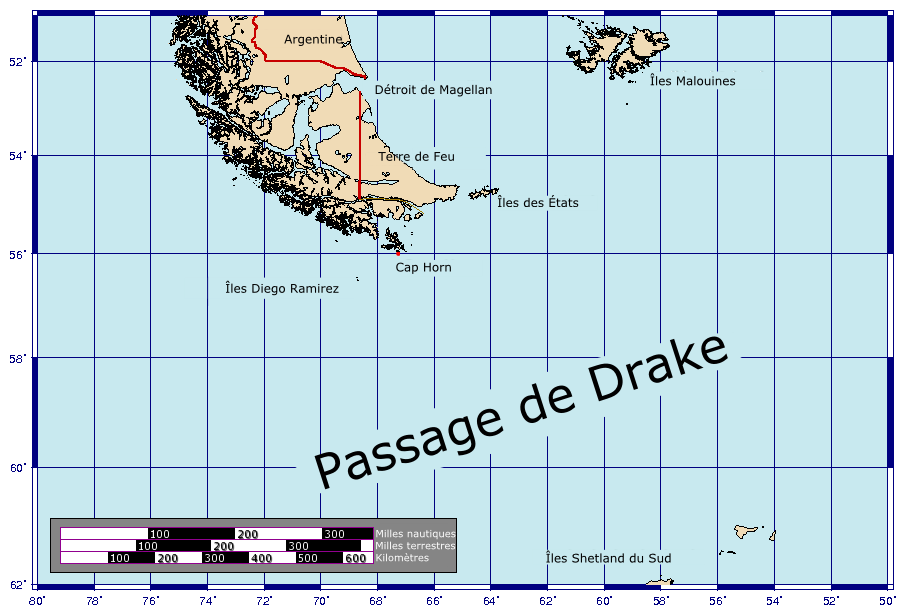
La pointe sud de l’Amérique du Sud, avec le cap Horn, le passage de Drake, et les îles Shetland du Sud.

Le cap Horn est le point le plus austral des terres rattachées à l’Amérique du Sud, sur l’île Horn qui fait partie du petit archipel Hermite, à l’extrémité sud de la Terre de Feu,. Il se situe à 965 km du continent antarctique et à  2 535 km du pôle Sud.
Le cap Horn marque la limite nord du passage de Drake (le nom du détroit séparant l’Amérique du Sud de l’Antarctique), et le méridien qui le traverse définit, du cap jusqu'à l'Antarctique, la frontière entre l’océan Pacifique et l’océan Atlantique.
L’origine du nom est néerlandaise (« Kaap Hoorn »), le cap ayant été baptisé ainsi en l’honneur de la petite ville de Hoorn, aux Pays-Bas, par le marchand hollandais Jacob Le Maire, accompagné du navigateur Willem Schouten, qui doublent la pointe extrême de l'Amérique le 31 janvier 1616. Le Maire remercie ainsi les commerçants de sa ville natale qui ont financé son expédition. Ce nom a donné « cabo de Hornos » en espagnol, que l’on peut traduire par « cap des fours », ou « cape Horn » en anglais, qui signifie « cap des cornes ». Les marins en parlent souvent comme étant « le Horn ».

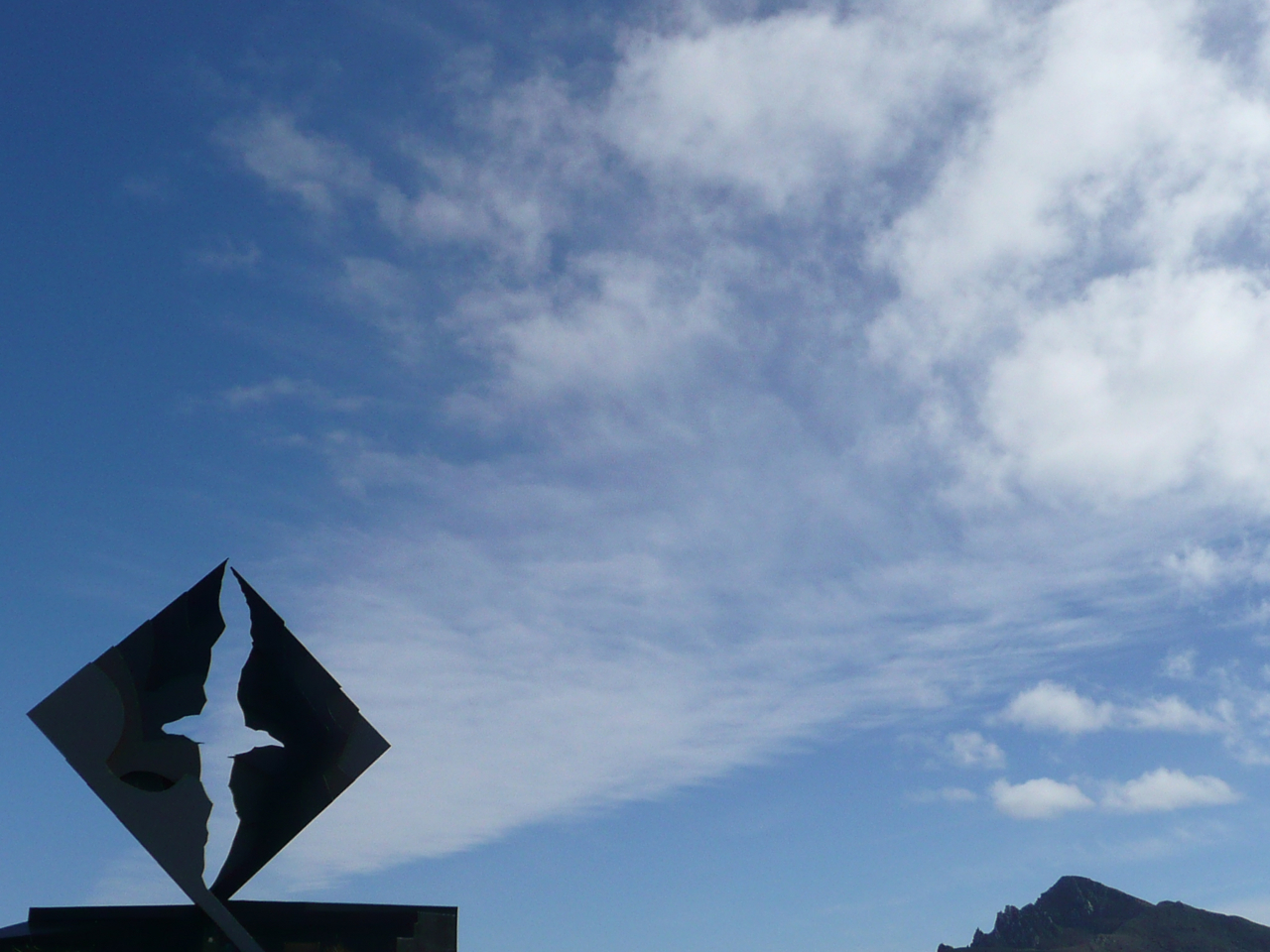
Mémorial en hommage aux cap-horniers représentant un albatros et vue du cap Horn.

Le cap Horn lui-même est une falaise haute de 425 m, situé sur une île longue de 6 km et large de 2 km. L'extrémité sud de la partie continentale de l’Amérique du Sud est quant à elle appelée le cap Froward. Si l'on considère maintenant l’ensemble de la plaque continentale de l’Amérique du Sud, ce sont les îles Diego Ramirez qui sont les plus australes, à 105 kilomètres à l'ouest-sud-ouest du cap Horn.
Sur la péninsule Hardy de l’île voisine, Hoste, à 56 kilomètres au nord-ouest, se trouve un promontoire rocheux appelé le « faux Cap Horn » (Falso Cabo de Hornos en espagnol), nommé ainsi parce que les marins approchant depuis l’ouest le confondaient avec le véritable cap Horn. Du fait de la présence des îles Wollaston et de leurs récifs juste à l’est du faux cap Horn, cette méprise s'est soldée par de nombreux naufrages.
Le cap fait partie des eaux territoriales du Chili, et la marine chilienne maintient une station sur l’île Horn, comprenant une résidence, un bâtiment technique, une chapelle et un phare. Les seuls résidents permanents sont le gardien du phare et sa famille.
À proximité de la station principale se trouve un mémorial avec une grande sculpture représentant la silhouette d’un albatros, en l’honneur des marins qui moururent en tentant de « passer le Horn ». L’île n’abrite pas le moindre arbre, mais est tout de même relativement recouverte de végétation grâce aux fréquentes précipitations.

### Climat

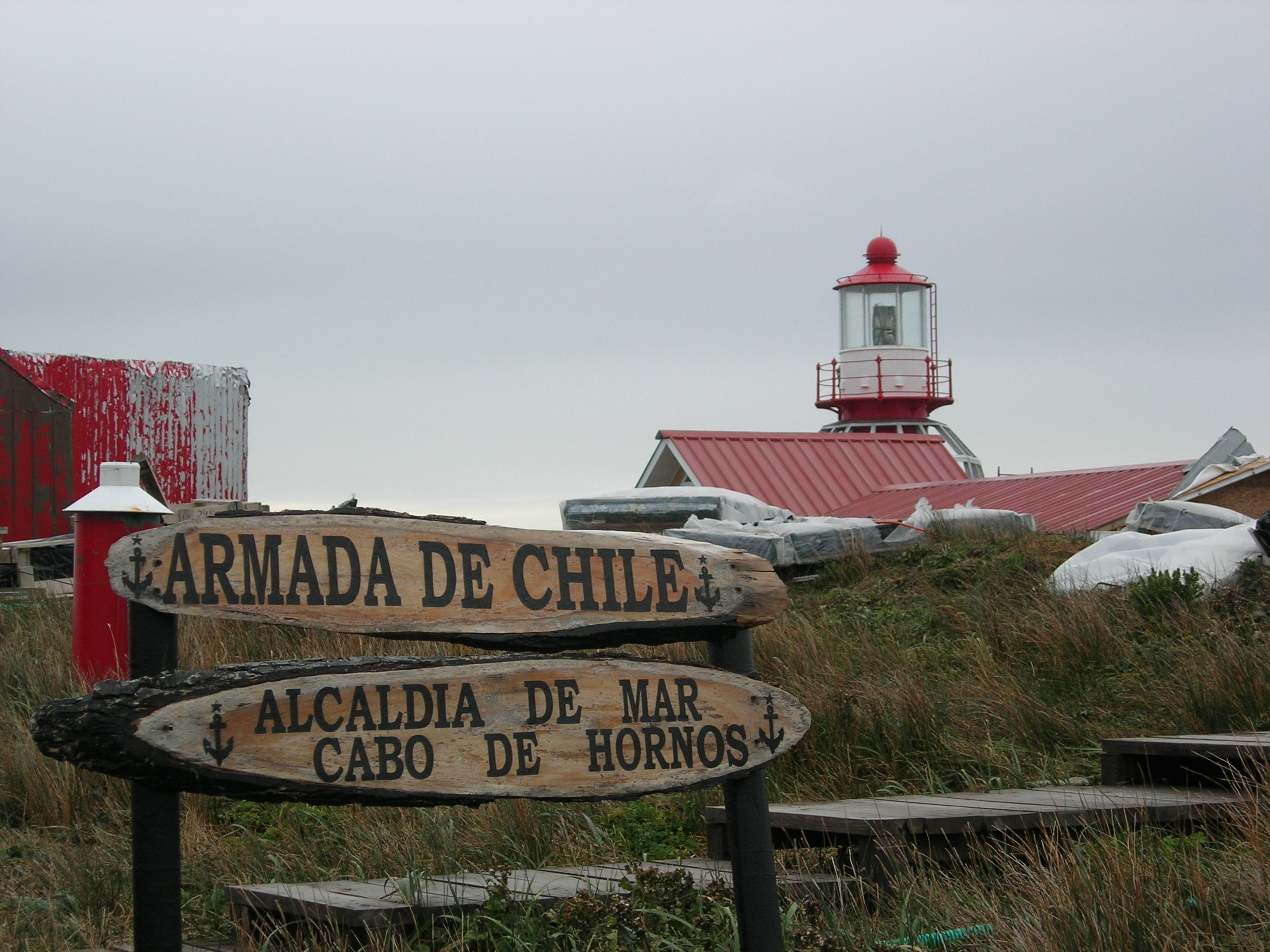
Le phare chilien de l'île Horn.

Le climat dans la région est généralement frais, ce qui est normal à cette latitude. Il n’y a pas de station météorologique au cap Horn ni dans les îles environnantes. D’anciennes études faites en 1882-1883 ont mesuré des précipitations annuelles de 1 357 millimètres, avec une température moyenne sur l’année de 5,2 °C. La vitesse moyenne des vents a été enregistrée à 30 km/h, avec des rafales dépassant les 100 km/h et ceci en toute saison.
Des enregistrements météorologiques plus récents faits à Ushuaïa, situé à 146 km au nord, montrent qu’en été (janvier-février) les températures moyennes vont d’un maximum de 14 °C à un minimum de 5 °C. En hiver (juillet), les températures moyennes vont de 4 °C à −2 °C. La couverture nuageuse est en général haute, avec des moyennes qui vont de 5,2 octas en mai et juillet à 6,4 octas en décembre et janvier. Les précipitations sont fortes tout au long de l’année : la station météorologique des îles voisines de Diego Ramirez, à 107 kilomètres au sud-ouest dans le passage de Drake, montre que les plus fortes pluies ont lieu en mars (moyenne de 137,4 millimètres). En octobre, quand les précipitations sont à leur minimum, il tombe tout de même 93,7 mm.
Les vents soufflent généralement fort, particulièrement en hiver. En été, le vent au cap Horn dépasse les 62 km/h (c’est donc un « coup de vent » sur l’échelle de Beaufort) pendant 5 % du temps avec en général une bonne visibilité. La situation en hiver est passablement différente : les vents supérieurs à 62 km/h soufflent jusqu’à 30 % du temps, avec une visibilité souvent mauvaise.

### Administration

Les îles autour du cap Horn.

Le cap Horn fait partie de la commune de Cabo de Hornos (auparavant Navarino), dont la capitale est Puerto Williams, elle-même capitale de la province de l'Antarctique chilien. Cette zone appartient à la région de Magallanes et de l'Antarctique chilien du Chili.
La ville argentine d'Ushuaïa est la plus grande ville de la région avec 45 430 habitants en 2001, elle borde le canal de Beagle. Puerto Toro, située à quelques kilomètres à l'est-sud-est de Puerto Williams, est le village le plus proche du cap, et aussi le peuplement permanent le plus au sud du monde. L’extrémité australe de l’Amérique du Sud étant située près de l’Antarctique, les habitants de cette région du monde ont été particulièrement affectés par le trou dans la couche d'ozone détecté au-dessus du continent Blanc, en partie comblé depuis 2019.

### Routes maritimes

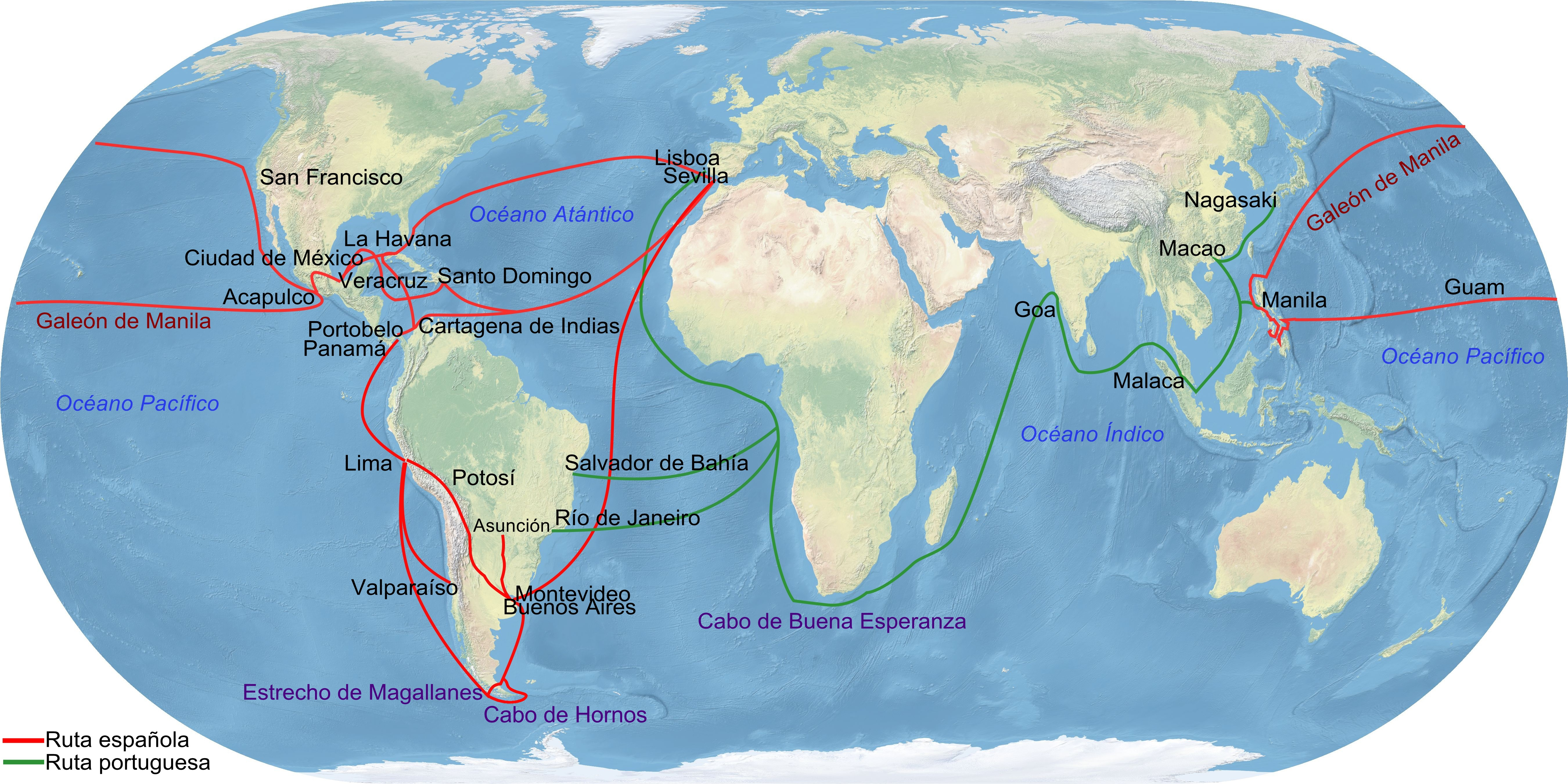
Principales routes maritimes de l'Empire espagnol et portugais. Jusqu'au XVIIIe siècle, la couronne espagnole contrôle le commerce avec le cône sud de l'Amérique latine via la Casa de Contratación et sa marine garde le détroit de Magellan. Les concurrents de l'Espagne évitent le canal de Magellan, atteignent le Chili et le Pérou en passant par le cap Horn qui leur ouvre une route maritime vers la Chine.

Plusieurs routes maritimes sont possibles pour faire le tour de la pointe de l’Amérique du Sud. Le détroit de Magellan, entre la partie continentale et la Terre de Feu, est un des principaux passages, et a été emprunté par les transports marchands bien avant que le Horn ne fût découvert. Le canal Beagle, entre la Terre de Feu et l’île Navarino, offre une autre voie de passage possible, mais difficile. Enfin, différents passages existent autour des îles Hermite et Wollaston au nord du cap Horn.
Cependant, tous ces passages sont réputés pour leurs coups de vent traîtres (les williwaws en provenance des flancs des montagnes), qui peuvent frapper un navire sans prévenir, risquant de l’entraîner vers les récifs qui ne sont jamais loin vu l’étroitesse de ces passages. Les eaux du passage de Drake, au sud du cap Horn, présentent une voie beaucoup plus ouverte de 650 km de large avec l’espace tout à fait suffisant pour autoriser les manœuvres en fonction des changements de vents, et c’était la route empruntée par la plupart des navires et bateaux à voiles, malgré la possibilité d’y rencontrer des vagues extrêmes (voir vagues scélérates).
Les forts courants sont ceux du courant circumpolaire antarctique, vaste courant marin circulant autour de l'Antarctique, généré par les vents d'ouest. Le flux de ce courant au niveau du passage de Drake est de 135 sverdrups soit 135 millions de mètres cubes par seconde (135 fois le flux combiné de toutes les rivières du monde).
Le passage du cap Horn lui-même ne dure pas très longtemps ; en revanche, ce que les marins appellent « doubler le Horn », c'est-à-dire en réalité franchir le passage de Drake, peut prendre plus de temps : de deux jours et demi si les conditions sont favorables, à une semaine en direction de l'ouest s'il faut louvoyer contre le courant. Mais si les conditions sont défavorables, les effets combinés du vent et du courant obligent à prendre la cape ou la fuite et à revenir plus tard ; certains navires sont restés plusieurs semaines coincés avant de pouvoir franchir le Horn. Ainsi, en 1740 la flotte de l'amiral George Anson mit plus de sept semaines avant de pouvoir remonter le Pacifique. En 1788 le lieutenant William Bligh – commandant de la Bounty – renonça à le doubler après avoir bataillé sans succès pendant 29 jours et mit finalement le cap à l'est pour rejoindre Tahiti via le cap de Bonne-Espérance.

### Les dangers pour la navigation

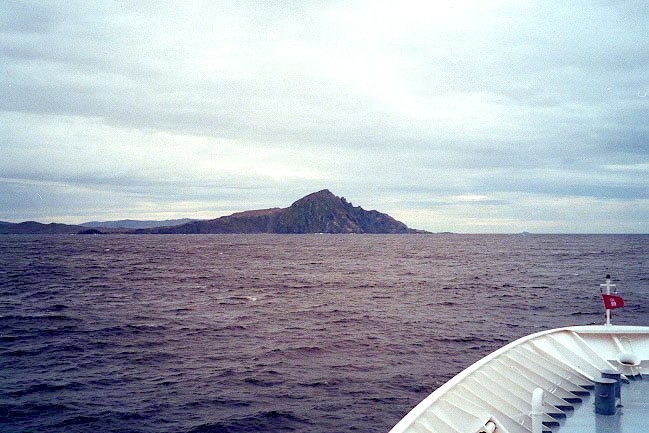
À l’approche du cap Horn depuis le sud-ouest.

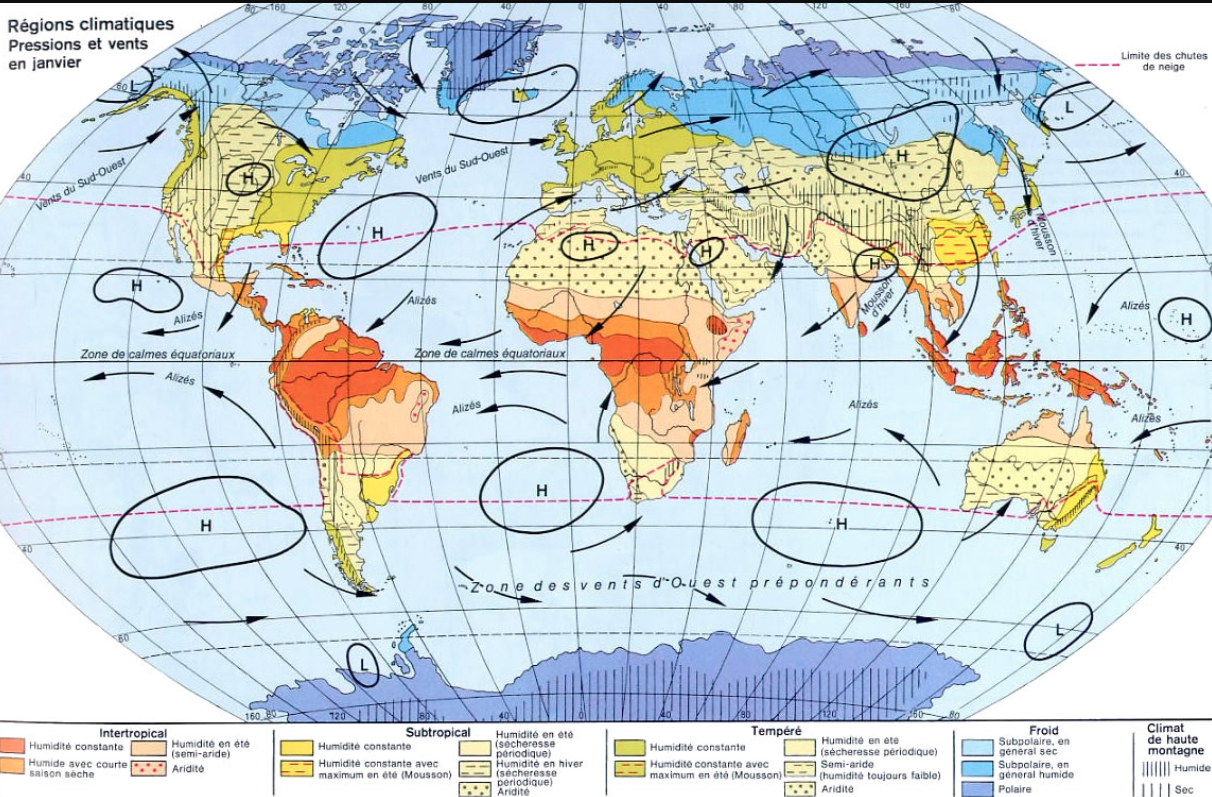
Carte mondiale de la distribution des vents. Le cap Horn est balayé par les vents d'ouest et les vents violents tombant des montagnes (les williwaws).

Plusieurs facteurs se conjuguent pour faire du cap Horn l’un des passages les plus dangereux au monde pour la navigation maritime : il est situé près de l'océan Austral, où prévalent de manière générale des conditions difficiles pour la navigation, il présente une topographie défavorable, et sa latitude est extrême, par 56° sud (à titre de comparaison, le cap des Aiguilles à la pointe sud de l’Afrique est par 35° sud, et l’île Stewart au sud de la Nouvelle-Zélande est par 47° sud).
Les vents dominants aux latitudes situées sous 40° sud peuvent souffler d’ouest en est autour du globe en étant à peine interrompus par les terres, donnant naissance aux « Quarantièmes rugissants » et aux encore plus violents « Cinquantièmes hurlants » et « Soixantièmes stridents ». Ces vents sont tellement dangereux que les navires qui naviguent vers l’est ont l’habitude de rester un peu au nord du 40e parallèle sud. Mais passer le cap Horn impose aux bateaux de pousser au-delà de 56° sud, donc loin dans la zone présentant les vents les plus violents. Ces vents sont accélérés au niveau du cap par un effet entonnoir créé par les Andes et la péninsule Antarctique, qui obligent les vents à s’engouffrer dans le passage relativement étroit de Drake.
Ces vents forts donnent naissance à de puissantes vagues, qui peuvent atteindre des proportions gigantesques lors de leur parcours autour de l’océan Austral. Parcours qui n’est interrompu par aucune terre, sauf au Horn, où ces vagues rencontrent une zone d’eau peu profonde qui a pour effet de les raccourcir et d’en accroître la hauteur, augmentant le péril qu’elles représentent pour les navires. Les vagues peuvent également être encore plus creusées les jours où le vent souffle de l’est, venant ainsi à contresens du puissant courant marin qui traverse lui le passage de Drake d’ouest en est. Outre ces vagues « normales », la région à l’ouest du Horn est connue comme étant un lieu d’apparition soudaine de vagues monstrueuses (aussi appelées « vagues scélérates »), qui peuvent atteindre 30 mètres de haut.
Les vents dominants et les courants marins sont particulièrement problématiques pour les navires qui veulent passer le cap à « contresens », c’est-à-dire d’est en ouest. De tous les types de navires, c’était pour les voiliers traditionnels que la traversée était la plus difficile, car, dans le meilleur cas, ils ne parvenaient qu’à progresser très lentement contre les vents. Les voiliers monocoques modernes manœuvrent mieux pour naviguer contre le vent et le passage du Horn vers l’ouest est un peu plus sûr pour eux, comme pendant la course maritime du Global Challenge. En revanche, les voiliers multicoques (tri et catamarans) ont énormément de difficultés à remonter au vent.
Enfin, les glaces sont le dernier danger qui menace les marins s’aventurant loin au-delà du 40° sud. La limite des glaces ne commence que plus au sud du Horn, mais le danger pour les navires provient en fait des icebergs. En février, ces derniers ne remontent généralement pas au-delà de 50° sud dans l’océan Pacifique, mais en août ils peuvent se trouver par 40° sud. Avec sa latitude de 56° sud, tous les navires qui veulent passer le cap Horn risquent de croiser un iceberg, quelle que soit la période de l’année.
Tous ces dangers ont donné au Horn la réputation d’être certainement le passage le plus périlleux pour les navires. Ils lui ont valu les noms de « cap dur » ou de « cap des tempêtes » d'autant plus craint que les premiers voiliers qui s'acharnaient à doubler le Cap Horn d'est en ouest avaient le courant et les vents contre eux, et que la navigation restait incertaine, comme le rappelle le récit d'Anson, Voyage autour du monde fait dans les années 1740, 1, 2, 3, 4 (best-seller paru en 1748) qui donne naissance au « cap redouté ». 

Depuis le XVIIe siècle, les registres maritimes recensent plus de 800 naufrages dans le secteur, qui ont fait près de 10 000 morts. Ce chiffres expliquent que les eaux qui baignent le passage de Drake sont considérées comme un des plus grands cimetières marins au monde. Malgré les progrès de la navigation par satellite et des prévisions météo, le passage reste une zone difficile.

## Histoire
« Le cap Horn aurait pu n'être jamais que ce qu'il est : un point sur la carte du monde, un caillou désert, battu par les houles d'une mer vide. Mais les hommes ont écrit ici des épopées consacrant ces falaises noires et crevassées comme l'un des hauts lieux de l'aventure humaine. »

— Paul Guimard, L'empire des mers

### Découverte

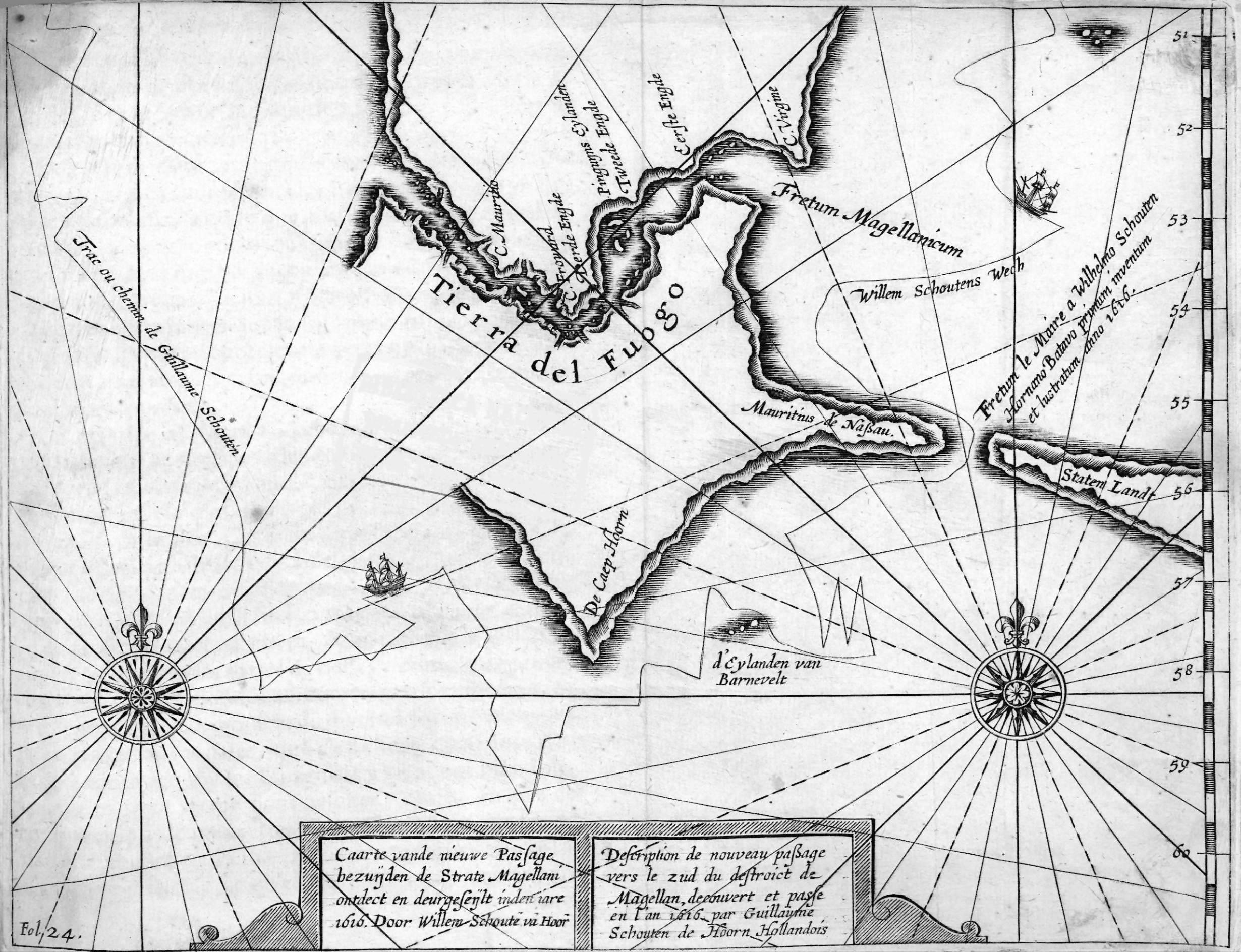
Description du nouveau passage vers le sud du détroit de Magellan découvert et passé en l'an 1616 par Guillaume Schouten de Hoorn, Hollandais. 1619

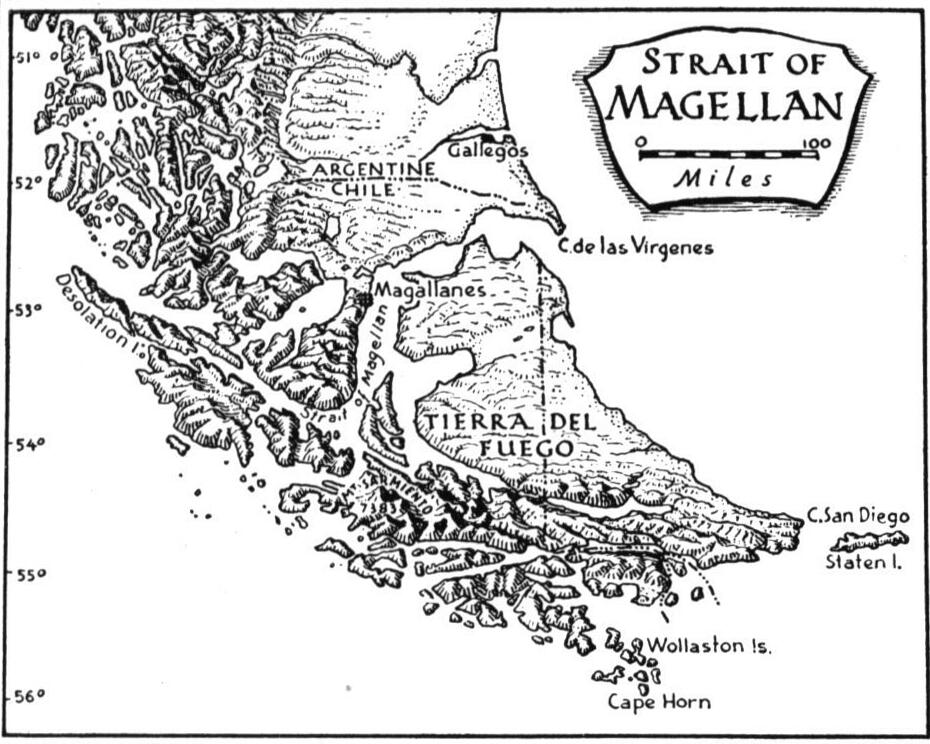
Carte ancienne montrant le détroit de Magellan, la Terre de Feu, et le cap Horn au sud.

En septembre 1578, Sir Francis Drake, au cours de sa circumnavigation, passa le détroit de Magellan et déboucha dans l’océan Pacifique. Avant de pouvoir poursuivre sa route vers le nord, son bateau rencontra une tempête et fut repoussé largement au sud de la Terre de Feu où il débarqua sur une île qui « était plus au sud de trois quarts d'un degré que toutes les autres isles », ce qui ne peut correspondre qu'aux îles Diego Ramirez. L’étendue d’eau libre que l’équipage découvrit convainquit Drake que, loin d’être un autre continent, comme il l’avait d’abord pensé, la Terre de Feu était une île avec l’océan ouvert au large de son extrémité sud. Cette découverte fut sans suite, les bateaux continuant à emprunter le passage connu du détroit de Magellan.
Au début des années 1600, la Compagnie néerlandaise des Indes orientales avait le monopole de tous les transports marchands hollandais via le détroit de Magellan et le cap de Bonne-Espérance, les deux seules routes connues à l’époque pour rejoindre l'Extrême-Orient. Dans sa quête d’une voie alternative qui lui permettrait de briser ce monopole, le marchand hollandais Jacob Le Maire, accompagné du navigateur Willem Schouten, prit le large en direction de la Terre de Feu dans le but d’explorer le passage suggéré par Drake. Soutenu par les responsables municipaux de la ville hollandaise de Hoorn, l’expédition quitta le port avec deux navires, le Eendracht et le Hoorn, en mai 1615.
Le Hoorn fut détruit lors d’un accident en Patagonie, mais en janvier 1616, le Eendracht traversa le détroit aujourd’hui appelé Le Maire, et aperçut une île surélevée au sud. Elle fut baptisée « Kapp Hoorn », en l’honneur des sponsors de l’expédition. Au moment où il fut découvert, le Horn était considéré comme étant le point le plus au sud de la Terre de Feu. Les mauvaises et imprévisibles conditions météorologiques, ajoutées à une mer toujours très agitée dans le passage de Drake, ont rendu l’exploration des environs difficile, et ce ne fut qu’en 1624 que l’on comprit que le Horn était une île. Le fait que l'Antarctique ne soit découvert qu’en 1820, alors qu’il n’est situé qu’à 650 kilomètres (400 milles) du Horn de l’autre côté du passage de Drake, et que pendant 200 ans une multitude de navires soient passés par là, est symptomatique des conditions extrêmes qui règnent dans cette région.

### Route commerciale

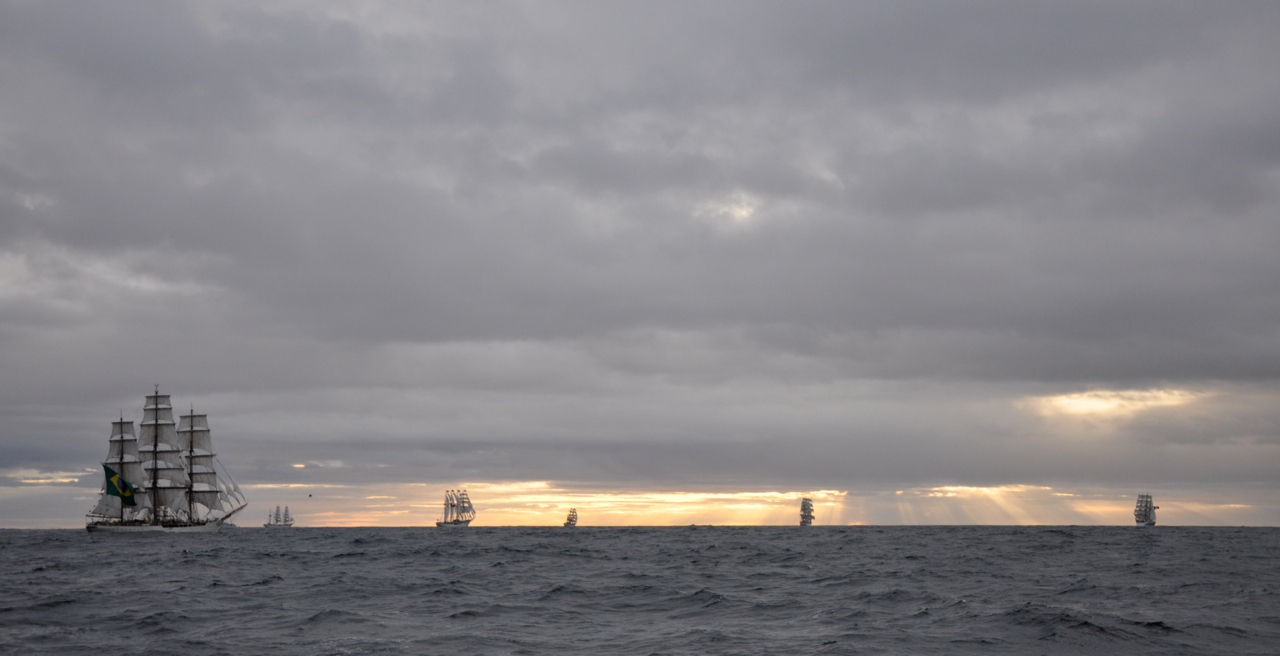
La flotte des Velas Sudamérica 2010 double le cap Horn et se dirige vers l'est.

Du XVIIIe siècle jusqu’au début des années 1900, le cap Horn fut l'un des points de passage des routes commerciales qui assuraient une large part des échanges de marchandises autour du globe. Les navires (principalement les clippers dont la vitesse assurait la compétitivité) chargés de coton, de céréales et d’or en provenance d’Australie passaient au large du cap Horn pour retourner en Europe et ainsi terminer leur périple autour du monde. Un important trafic existait également dans l’autre sens, entre l’Europe et l’Extrême-Orient. Enfin, des navires transportant des marchandises ou des passagers empruntaient la route du cap Horn pour passer d’une côte des États-Unis à l’autre,. Le Horn a fait payer un lourd tribut à beaucoup de ces navires, qui parfois ne sortaient pas indemnes de sa dangereuse traversée.
La tradition voulait qu’un marin victorieux du passage du Horn (un « cap-hornien ») puisse porter un anneau en or sur son oreille gauche, car c’est de ce côté que l’on longe le cap lors de la traversée d’ouest en est, le sens considéré comme classique. L’autre privilège était de pouvoir dîner avec un pied sur la table, la possibilité d’y mettre le deuxième étant réservé aux marins ayant également passé le cap de Bonne-Espérance,. Une autre coutume veut aussi qu’un marin ayant passé à la voile les trois caps (Horn, Leeuwin et Bonne-Espérance) gagne le privilège de « pisser et de cracher contre le vent ».
L’ouverture du premier chemin de fer transcontinental en Amérique du Nord, ainsi que celle du canal de Panama en Amérique centrale, a conduit à une diminution progressive du trafic maritime autour du Horn pour des motifs commerciaux. À une époque où les bateaux à vapeur remplaçaient les navires à voiles, le Pamir fut, en 1949, le dernier voilier commercial à passer le cap Horn avec une cargaison, sur sa route qui le menait de l’Australie jusqu’à la Finlande.

### Course à la voile et nautisme

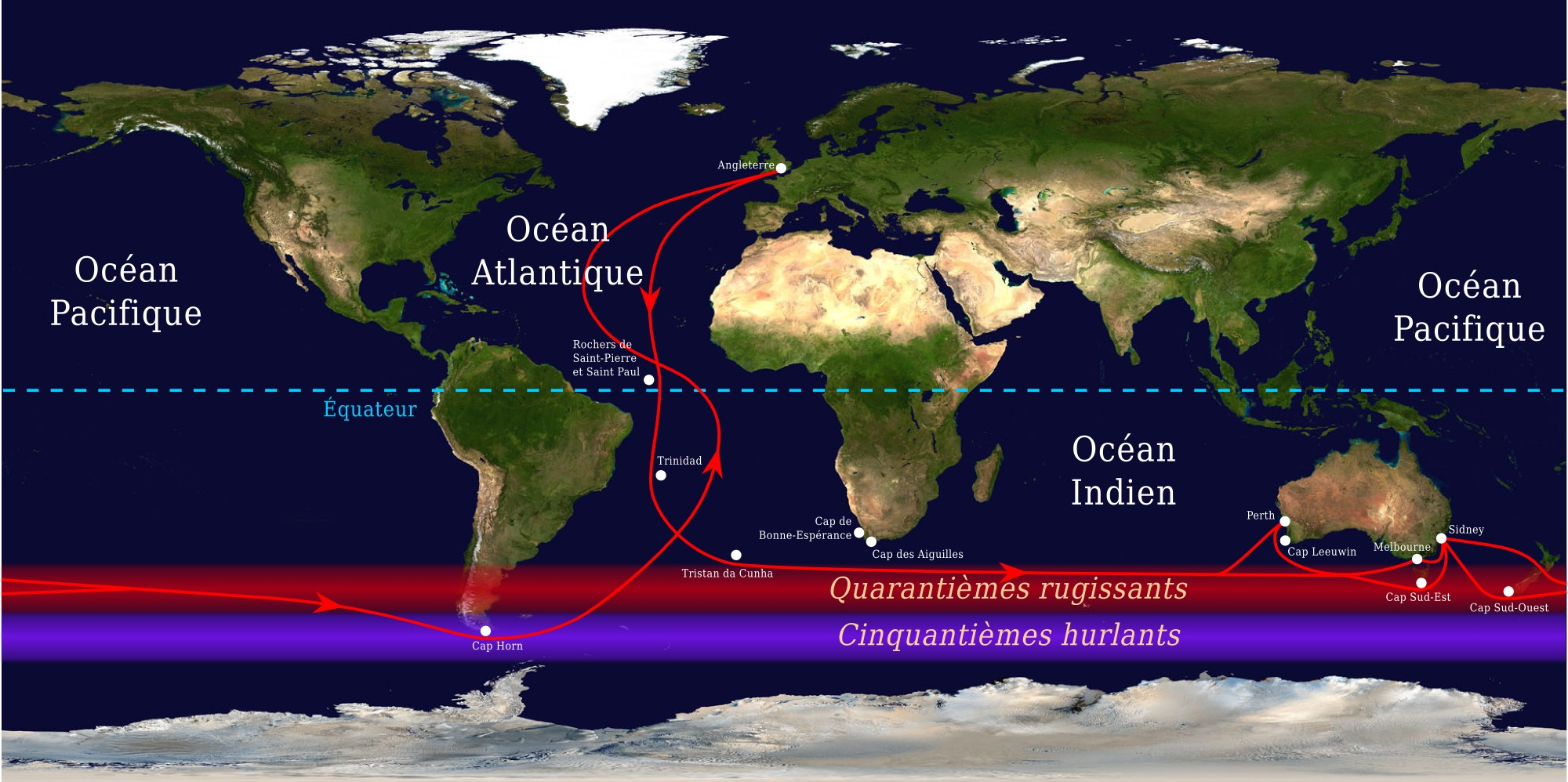
Les routes commerciales suivies par les voiliers entre l’Angleterre et l’Australie/Nouvelle-Zélande passaient par le cap Horn. Il s'agit de la route maintenant suivie par de nombreuses courses océaniques.

Malgré l’ouverture des canaux de Suez et de Panama, le Horn fait encore partie des routes maritimes les plus rapides autour du monde, et la multiplication des courses à la voile de longues distances a ravivé l’intérêt pour son franchissement. De par son éloignement géographique et les dangers qu’il présente, le passage du cap Horn est souvent considéré comme étant l’équivalent dans le monde de la voile de l’ascension de l’Everest, et de nombreux navigateurs le considèrent comme la finalité de leur voyage en mer,,.
La première tentative de franchissement du cap Horn par un petit voilier fut celle, en 1911, du Pandora, une réplique du Spray de Joshua Slocum. Il aurait fait naufrage, ou failli faire naufrage au sud des îles Malouines peu après son passage.
Le premier petit bateau à voile à franchir le cap Horn fut le yacht Saoirse de 13 m de long, manœuvré par Conor O’Brien accompagné de trois amis, qui passèrent le cap « par un temps tout à fait merveilleux » au cours d’un tour du monde de 1923 à 1925. En 1934, le Norvégien Al Hansen fut le premier à passer le Horn en solitaire d’est en ouest (à « contre-sens ») dans son bateau Mary Jane, mais fit naufrage un peu plus loin sur les côtes chiliennes. La première personne à réussir un tour du monde en solitaire via le cap Horn est Vito Dumas, qui fait le voyage en 1942 sur son ketch Lehg II de 10 mètres. D’autres navigateurs lui ont par la suite emboîté le pas.
Aujourd’hui, plusieurs courses à la voile importantes empruntent l’itinéraire des anciennes routes commerciales qui passaient par le Horn. La première d’entre elles fut la course en solitaire du Golden Globe Challenge, qui a inspiré plusieurs courses actuelles : la course Velux 5 Oceans (circumnavigation avec escales) et le Vendée Globe (sans escale). Ces deux courses en solitaire ont lieu tous les quatre ans, tout comme la Volvo Ocean Race qui est elle une épreuve en équipe par étapes.
Le Trophée Jules-Verne est un prix qui récompense le tour du monde le plus rapide en voilier, sans limitation sur la taille de l’équipage, mais avec interdiction de la moindre assistance et sans escale. Et enfin, la course Global Challenge fait le tour du monde à « contresens » vers l’ouest, ce qui implique le franchissement du cap Horn face aux vents et courants dominants.
Les plus petits bateaux à avoir réellement franchi le Horn sont le Ahodori II du Japonais Hiroshi Aoki, un yawl en contreplaqué de 7 m de long en 1974 et Findomestic Banca, une classe Mini (6,50 m) d'Alessandro Di Benedetto le 17 avril 2010.
Cependant passer le cap Horn reste une épreuve dangereuse pour tous les navigateurs comme celle de Miles et Beryl Smeeton, qui tentèrent de franchir en 1957 le Horn à bord de leur yacht Tzu Hang. Frappé par une vague scélérate à l’approche du cap, leur bateau chavira. Ils parvinrent à survivre et purent effectuer les réparations nécessaires au Chili. Ils retentèrent leur chance, pour voir à nouveau le voilier renversé et démâté par une vague gigantesque.

### Autres véhicules
Le passage de Drake peut difficilement être franchi par autre chose qu'un bateau ou navire solide et bien préparé ; une simple embarcation ne devrait sa survie qu'à la chance. En revanche, plusieurs personnes ont voulu rejoindre le cap Horn depuis le continent sud-américain, le plus souvent depuis Punta Arenas, sur divers engins : il a été atteint en kayak de mer dès 1977, même si les premiers habitants comme les amérindiens Yagans utilisaient déjà des canoës pour l'atteindre. En mars 2000, Vincent Lagaf', Luc Alphand, Alexandre Debanne doublèrent le cap Horn en scooter des mers en 10 heures. Aucune autre tentative à ce jour ne fut tentée dans cette discipline. En avril 2008 Bruno Sroka passe le cap Horn en kitesurf après 8 heures de navigation par une température de l'air de 0 °C, un vent à 80 km/h accompagné de bourrasques de grêle et de pluie.
Plusieurs compagnies maritimes proposent aussi des croisières vers le cap Horn notamment lors de leur passage vers l'Antarctique.
Le 4 janvier 2019, en route pour Port William afin d’y commencer la pose du câble optique de telecommunication Fibre Optical Austral, le navire cablier Renè Descartes d’Orange Marine a doublé le Cap Horn, devenant ainsi le seul navire cablier cap hornier au monde.

### Ascension
La première ascension de sa face sud a été réalisée par Jean-Marc Boivin et Dominique Marchal le 20 janvier 1983.

## Littérature et culture

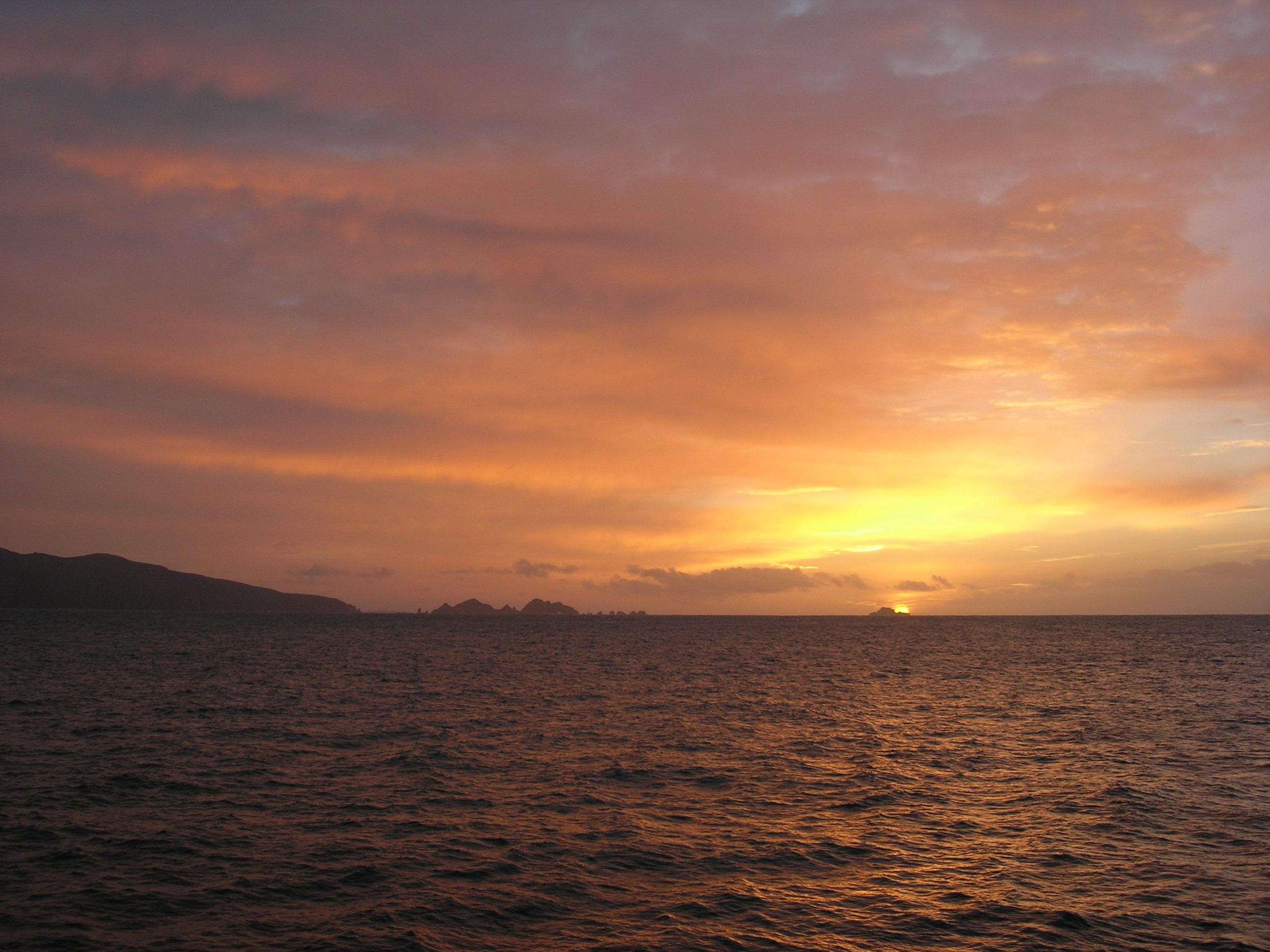
Lever de soleil à l'approche du cap Horn.

Le cap Horn a été une icône de la culture maritime pendant des siècles. Il est le thème de chants de marins et a suscité de nombreux livres sur le monde de la voile. Un des témoignages les plus classiques sur la vie à bord d’un voilier à l’époque de la navigation à voile est Deux années sur le gaillard d'avant de Richard Henry Dana, dans lequel l’auteur décrit un rude voyage de Boston jusqu’en Californie via le cap Horn.

« Juste avant huit heures (ce qui, sous cette latitude, est à peu près le moment où le soleil se couche), l’appel : « Tout le monde sur le pont », retentit à la claire-voie et à l’écoutille. Nous gagnâmes le pont en hâte et vîmes un grand nuage noir venant du sud-ouest, qui roulait vers nous, obscurcissant tout le ciel. « Ça, c’est le cap Horn qui approche », dit le second, et nous eûmes à peine le temps d’amener et de carguer avant que le grain fondît sur nous. En quelques minutes, la mer se souleva ; je n’avais encore jamais vu de lames aussi hautes ; elles nous attaquaient de plein fouet et le petit brick plongeait dedans, transformé en une véritable baignoire. Tout l’avant était entièrement sous eau ; la mer, faisant irruption par les sabords et les écubiers, passant par-dessus les bossoirs, menaçait de tout emporter par-dessus bord. Aux dalots sous le vent, on avait de l’eau jusqu’à la taille. Nous bondîmes dans le gréement et primes un double ris dans les huniers, ferlant les autres voiles en veillant à ce que tout soit bien serré. Mais ceci ne suffit pas encore. Debout à la lame, le brick fatiguait et cognait cependant que la tempête ne faisait qu’empirer. En même temps, un mélange de neige fondante et de grêle nous giflait furieusement de plein fouet. Nous carguâmes et pesâmes à nouveau sur les palanquins de ris ; le petit hunier fut mis au bas ris, on ferla le grand hunier et on mit à la cape tribord amures. C’en était fini de nos beaux rêves ! »

— (Richard Henry Dana, Deux années sur le gaillard d'avant, chap. 5)
Charles Darwin, dans Voyage d’un naturaliste autour du monde, qui décrit son expédition de cinq années autour du monde à bord du Beagle, voyage qui est à l’origine de son ouvrage L'Origine des espèces, relate sa rencontre en 1832 avec le Horn :

« … nous nous approchons des Barnevelts. Nous passons devant les immenses rochers qui forment le cap Deceit, et, vers trois heures, nous doublons le cap Horn, battu par les tempêtes. La soirée est admirablement calme, et nous pouvons jouir du magnifique spectacle qu’offrent les îles voisines. Mais le cap Horn semble exiger que nous lui payions un tribut, et, avant qu’il soit nuit close, il nous envoie une effroyable tempête qui souffle juste en face de nous. Nous devons gagner la haute mer, et, le lendemain, en nous approchant à nouveau de la terre, nous apercevons ce fameux promontoire, mais cette fois avec tous les caractères qui lui conviennent, c’est-à-dire entouré de brouillard et entouré d’un véritable ouragan de vent et d’eau. D’immenses nuages noirs obscurcissent le ciel, les coups de vent, la grêle nous assaillent avec une si extrême violence, que le capitaine se détermine à gagner, si faire se peut, Wigwam Cove. C’est un excellent petit port situé à peu de distance du cap Horn ; nous y jetons l’ancre par une mer fort calme la veille même de Noël. »

— Charles Darwin, Le Voyage du Beagle
Alan Villiers, un spécialiste de la navigation à voile traditionnelle, a écrit de nombreux ouvrages sur ce thème, notamment By Way of the Cape Horn. Certains navigateurs qui se sont attaqués en solitaire au cap Horn ont relaté leurs expériences, comme Vito Dumas, qui, dans Alone Through the Roaring Forties, décrit son voyage autour du monde. D’autres ouvrages racontent des traversées du Horn en petit équipage. On peut citer Hal et Margaret Roth qui ont largement contribué par leurs écrits à populariser la navigation à voile au grand large, notamment dans Two Against Cape Horn,, où ils décrivent leur voyage autour du cap Horn. Ou David Hays et son fils Daniel qui présentent, dans Prends la barre mon fils, leur voyage sur les océans comme une expérience humaine pendant laquelle se tissent des liens affectifs très forts. Enfin, le célèbre navigateur français Bernard Moitessier a fait deux voyages autour du Horn ; une fois avec sa femme Françoise, relatée dans Cap Horn à la voile, et une autre en solitaire, racontée dans La Longue Route. Moitessier consacre deux chapitres au Horn, et son approche commence par :

« Le Horn est tout près, une trentaine de milles à peine, invisible sous les gros cumulus qui cachent les montagnes de la Terre de Feu. Parfois il me semble distinguer vaguement quelque chose à une main sur la gauche de l'étrave. Et Diego Ramirez qui était toute ma vie quand je l'ai vue naître quelques heures plus tôt est déjà un beau souvenir de la route du Sud. »

— Bernard Moitessier, La Longue Route